# Hexagenia rigida
Hexagenia rigida is een haft uit de familie Ephemeridae. De wetenschappelijke naam van de soort is voor het eerst geldig gepubliceerd in 1924 door McDunnough.
De soort komt voor in het Nearctisch gebied.